# De Havilland Gipsy III
Il de Havilland Gipsy III era un motore aeronautico a 4 cilindri in linea rovesciato raffreddato ad aria prodotto dall'azienda britannica de Havilland Engine Company negli anni trenta.
Di fascia di potenza bassa era stato ideato per motorizzare velivoli leggeri e da addestramento.

## Storia

### Sviluppo
Nel 1927 l'ingegnere britannico Frank Bernard Halford progettò un 4 cilindri in linea da sostituire agli ADC Cirrus sul de Havilland DH.60 Moth di pari caratteristiche meccaniche e che darà origine ad una serie di motori che porteranno tutti il nome Gipsy.
Il Gipsy III, terzo motore della serie, è la versione rovesciata del tradizionale motore in linea Gipsy II modificato per poter funzionare con i cilindri rivolti verso il basso al di sotto del basamento. Questo consentiva di poter posizionare l'elica verso la parte superiore consentendo al pilota una visuale anteriore più libera. L'unico svantaggio di una simile configurazione era l'elevato consumo di lubrificante di oltre 4 pinte, circa 2 litri, per ora e che costringevano ad effettuare un regolare rabbocco del serbatoio esterno dell'olio.

## Velivoli utilizzatori
(lista parziale)
 Francia
- Caudron C.276

 Italia
- Stipa-Caproni

 Regno Unito
- de Havilland DH.60 G-III
- de Havilland DH.60T Tiger Moth